# Calvin Ramsay
Calvin William Ramsay (* 31. Juli 2003 in Aberdeen) ist ein schottischer Fußballspieler, der beim FC Liverpool unter Vertrag steht.

## Karriere

### Verein
Calvin Ramsay wurde im Jahr 2003 in Aberdeen geboren. Seit seinem neunten Lebensjahr spielte er für den FC Aberdeen in seiner Heimatstadt. Im Jahr 2019 erhielt er seinen ersten Vertrag als Profi. Zwei Jahre später unterschrieb er einen langfristigen Vertrag mit dem Verein bis 2024. Sein Debüt in der ersten Mannschaft der „Dons“ absolvierte Ramsay am 20. März 2021 bei einer 0:1-Niederlage gegen Dundee United im New Firm-Derby, als er für Tommie Hoban eingewechselt wurde. Einen Monat später gab er auch sein Debüt für den Verein im Europapokal, als er gegen den schwedischen Klub BK Häcken bei einem 5:1-Sieg spielte. Ramsay gewann die Auszeichnung des SFWA Young Player of the Year für die Saison 2021/22.
Am 19. Juni 2022 wurde sein Wechsel zum FC Liverpool offiziell gemacht.
Die Ablösesumme von 4,2 Millionen Pfund stellte einen Vereinsrekordverkauf für Aberdeen da.
Am 13. Juni 2023 wurde Ramsay an Preston North End verliehen. Danach folgten Leihen zu den Bolton Wanderers, Wigan Athletic und dem FC Kilmarnock.

### Nationalmannschaft
Calvin Ramsay spielte zwischen 2018 und 2019 in der schottischen U-16 und U-17-Nationalmannschaft. Im September 2021 debütierte Ramsay in der U-21-Nationalmannschaft.